# Aleksandr Degtiarjov
Aleksandr Vladimirovitj Degtiarjov (ryska: Александр Владимирович Дегтярёв), född den 26 mars 1955 i Moskva i Ryska SFSR i Sovjetunionen (nu Ryssland), är en sovjetisk kanotist.
Han tog OS-guld i K-4 1000 meter i samband med de olympiska kanottävlingarna 1976 i Montréal.